# 崔慶禄
崔 慶禄（チェ・ギョンノク、최경록、1920年9月21日 - 2002年9月2日）は、大韓民国の軍人、外交官、政治家。本貫は慶州崔氏。創氏改名時の日本名は新田慶吉。
5・16軍事クーデター当時は朴正煕の直属の上官であり、第四共和国期に22代交通部長官、第五共和国期には国会議員を経て7代駐日大使を務めた。

## 経歴
1920年9月、日本統治時代の忠清北道陰城郡に生まれる。陰城三成普通学校を卒業した後、内地に留学し豊橋中学校で学んだ。
1938年、日本陸軍に志願（志願兵1期）。1939年12月、陸軍兵志願者訓練所を修了して歩兵第79連隊に配属。同世代の中で最も優秀な成績であり、下士官候補生に選ばれた。そこで中隊長の松田靖彦大尉に目をかけられ、彼の推薦で陸軍士官学校の試験にも合格したほか、1942年秋、汝威島での演習中に引き合わされた小野武雄中佐に薫陶を受ける。
59期生相当として陸士入校待機中、南方戦線への動員を知るや入校を辞退し、ニューギニアの戦いに従軍。島東端の町の守備隊長を務めた。1943年夏より始まったフィンシュハーフェンの戦いでは、11月19日の夜戦で19人の部下を率いて挺身斬り込みを敢行し重傷を負ったが、第20師団参謀長となっていた小野武雄大佐の配慮によりマニラ陸軍病院を経て重爆で内地へと搬送され、小倉陸軍病院、東京第1陸軍病院で手厚い治療を受けた。なお、崔を2、3日間背負い続けて友軍陣地に運び込んだ伝令兵の出田与一上等兵も腹部貫通の致命傷で、後送されず間もなく死亡した。
崔の8か所にわたる傷は軍医をして「近くからここを撃てと言われても、これほどまでにことごとく致命傷を、ほんのわずかずつ外しては当たるまい」と言わしめるほど深刻であり、除隊も必至であったが、朝鮮軍参謀長井原潤次郎少将の計らいで軍務継続が許される。回復後の1944年、豊橋予備士官学校を卒業して准尉に任官。1945年4月には少尉に任官されたが、間もなく終戦となった。

### 帰国後
1946年1月、軍事英語学校卒業、任少尉（軍番10011番）。第1連隊の創設に参与し、同連隊A中隊（中隊長：蔡秉徳大尉）小隊長。1947年12月1日、第2旅団人事参謀。
4.3事件発生後の1948年6月21日、第11連隊長となり済州島に赴任した。着任直後の6月21日〜26日に4回の討伐戦を敢行し、計253人の「暴徒」を逮捕したが、鹵獲した武器らしいものはわずかカービン銃1丁であった。結局めぼしい成果を上げられず、7月10日より2回に分けて行われた記者会見にて、中間連絡隊員と物資運搬などに従軍したと見なされた逮捕者1454人のうち大半を釈放すると発表した。
1950年6月、朝鮮戦争が勃発すると臨津江の戦闘で勇戦した。同年7月、首都師団参謀長。1951年1月10日、陸軍本部高級副官。1951年1月14日、憲兵司令官。1951年7月31日、陸軍憲兵学校校長。同年に居昌良民虐殺事件、国民防衛軍事件の対応をした。1952年1月22日、国防部第1局長。同年春、戒厳令を宣布するよう命じられた李起鵬国防部長官から意見を求められ「戒厳令の要件を満たしていない」と答え、これに李起鵬も同意して戒厳令を宣布することは出来ないと伝えると、李起鵬と共に現職を解任された。1953年、アメリカ陸軍指揮幕僚大学卒業。1954年、第8師団長。1955年第2軍副司令官。1958年、国防大学院卒業。1959年、国防大学院院長。

### 陸軍参謀総長就任から下野まで
1960年、陸軍参謀次長。同年4月に起きた四月革命では宋堯讃戒厳司令官の発砲命令に対して中断するように命じた。同年5月の第二共和国成立後、大統領代行に就任した許政より陸軍参謀総長への打診があったが、前副大統領の張勉と縁があった崔は就任を遠慮していたため、崔栄喜中将が一度は就任した。しかし8月、張勉は国軍人事を断行し、崔は参謀総長への就任を受け入れた。
在任中、韓国軍で最初の大規模起動訓練を実施。また創軍以来、初めて兵力の削減を実施し、軍の効率性の向上に大きく寄与した。その他、東海岸地域に東海岸警備司令部を創設して海岸線警備を強化した。下級将校からの要求が高まりつつあった整軍問題については、反対する米国側からの干渉「ファーマー事件」を拒否し、前任の崔栄喜からの誘いを断っていた朴正煕を作戦参謀副長に再度採用するなど対応をアピールしたが、不正選挙に関与した将官数名を予備役に編入したに過ぎなかった。その結果、「下剋上事件」などの先鋭化をたどる整軍派将校らに警戒心を抱くようになり、朴正煕とも口論の末にわずか3か月で更迭した。しかし、軍内部の対立を収拾する事は出来ず、1961年2月に辞任。自らが副司令官に追放した朴正煕がいる第2軍司令官に下野した。
同年5月に朴正煕が起こした5・16軍事クーデターは消極的に支持していたが、結局翌6月に予備役編入。
以降は渡米し、ジョージ・ワシントン大学に留学。1963年3月21日、姜文奉、全奎弘らと共に朴正煕の軍事政権延長提案に反対するデモを起こした。また、1965年7月14日、金弘壹、金在春、朴炳権、朴圓彬、白善鎮、宋堯讃、孫元一、張徳昌、李澔、曺興萬ら予備役将軍と共に日韓協定の反対声明を発表。デモによって学生と軍が衝突する中、翌8月27日には「国軍将兵に送る呼訴文」を発表。国軍将兵が神聖な国土防衛の使命よりも執権者によって国民や国家の利益に反する目的で動員される悲しき事態に至ったとし、執権者たちを反民族行為者であり、民主主義に逆らう反国家行為者だと糾弾した。また国軍将兵には、どんな状況でも愛国国民に銃を向けてはならないと訴えた。8月29日、金弘壹、金在春、朴炳権、朴圓彬の4名が朴正熙大統領に対する名誉毀損容疑で逮捕され、崔慶禄も孫元一、白善鎭、曺興萬と共に同容疑で取り調べを受けた。
「祖国近代化に参加してほしい」という朴正煕の執拗な説得によって1967年にアメリカから帰国して駐メキシコ大使に赴任。
1971年、駐イギリス大使。
1974年、交通部長官。裡里駅爆発事故が起こると与党はおろか野党ですら鉄道庁長が責任を負うべき事案として引き留めたが、崔は辞任した。
1978年12月に第3期維新政友会議員に指名され、第10代総選挙で国会議員となった。全斗煥の度重なる要請により、1980年から5年間、駐日大使を務めた。
1989年1月、産経新聞に掲載された崔慶禄の寄稿文が波紋を呼んだが、これに対して崔は「陸軍参謀総長、交通長官など公職と駐英、駐日大使など20余年間外交官生活をしてきた私がそのような分別のない言葉を述べたのか」と反問し、寄稿文について否定している。
1987年、在郷軍人会会長。
2002年9月2日午後11時半頃、自宅で老衰により死亡。

## 年譜
- 1939年12月：陸軍兵志願者訓練所修了、歩兵第79連隊
- 1944年：豊橋予備士官学校卒業、准尉に任官
- 1945年4月：少尉
- 1946年1月、軍事英語学校卒業、任少尉（軍番10011番）第1連隊A中隊（中隊長：蔡秉徳大尉）小隊長
- 1947年12月1日、第2旅団人事参謀
- 1948年
  - 6月21日、第11連隊長
  - 7月、首都師団参謀長
- 1951年
  - 1月10日：陸軍本部高級副官
  - 1月14日：憲兵司令官
- 1953年：アメリカ陸軍指揮幕僚大学卒業
- 1954年：第8師団長
- 1955年：第2軍副司令官
- 1958年：国防大学院卒業
- 1959年：国防大学院院長
- 1961年3月：第2軍司令官
- 1974年9月18日：交通部長官
- 1978年12月：第3期維新政友会議員
- 1987年：在郷軍人会会長

## 叙勲
- 乙支武功勲章
- 忠武武功勲章
- 修交勲章光化章
- 青条勤政勲章
- レジオン・オブ・メリット - 1961年4月11日[25]